# Liste des municipalités de l'État du Mato Grosso do Sul
L'État du Mato Grosso do Sul au Brésil compte 79 municipalités (municípios en portugais).

## Municipalités
A
- Água Clara
- Alcinópolis
- Amambaí
- Anastácio
- Anaurilândia
- Angélica
- Antônio João
- Aparecida do Taboado
- Aquidauana
- Aral Moreira

B
- Bandeirantes
- Bataguassu
- Batayporã
- Bela Vista
- Bodoquena
- Bonito
- Brasilândia

C
- Caarapó
- Camapuã
- Campo Grande (capitale de l'État du Mato Grosso do Sul)
- Caracol
- Cassilândia
- Chapadão do Sul
- Corguinho
- Coronel Sapucaia
- Corumbá
- Costa Rica
- Coxim

D
- Deodápolis
- Dois Irmãos do Buriti
- Douradina
- Dourados

E
- Eldorado

F
- Fátima do Sul
- Figueirão

G
- Glória de Dourados
- Guia Lopes da Laguna

I
- Iguatemi
- Inocência
- Itaporã
- Itaquiraí
- Ivinhema

J
- Japorã
- Jaraguari
- Jardim
- Jateí
- Juti

L
- Ladário
- Laguna Carapã

M
- Maracaju
- Miranda
- Mundo Novo

N
- Naviraí
- Nioaque
- Nova Alvorada do Sul
- Nova Andradina
- Novo Horizonte do Sul

P
- Paraíso das Águas
- Paranaíba
- Paranhos
- Pedro Gomes
- Ponta Porã
- Porto Murtinho

R
- Ribas do Rio Pardo
- Rio Brilhante
- Rio Negro
- Rio Verde de Mato Grosso
- Rochedo

S
- Santa Rita do Pardo
- São Gabriel do Oeste
- Sete Quedas
- Selvíria
- Sidrolândia
- Sonora

T
- Tacuru
- Taquarussu
- Terenos
- Três Lagoas

V
- Vicentina

## Sources
- Infos supplémentaires (cartes simple et en PDF, et informations sur l'État).
- Infos sur les municipalités du Brésil
- Liste alphabétique des municipalités du Brésil